# Liste von künstlerischen Bestenlisten
Diese Liste enthält Bestenlisten in der Musik, Literatur, Darstellenden und  Bildenden Kunst in Auswahl

## Musik
International
- Liste der meistverkauften Musikalben
- Liste von Interpreten mit den meisten verkauften Tonträgern weltweit
- Liste berühmter Sängerinnen und Sänger der Klassischen Musik
- Die 500 besten Alben aller Zeiten (Rolling Stone)

Deutschland
- Liste der Musikalben, die am längsten in den deutschen Albumcharts verweilten
- Liste der Lieder, die am längsten in den deutschen Singlecharts verweilten

- Liste der meistverkauften durch den BVMI zertifizierten Musikalben in Deutschland
- Liste von Musikern mit den meisten durch den BVMI zertifizierten Tonträgerverkäufen
- Liste der meistverkauften Singles in Deutschland
- Liste der meistverkauften deutschsprachigen Schlager und Lieder der volkstümlichen Musik in Deutschland
- Liste der meistverkauften Rapalben in Deutschland
- Liste der meistverkauften Rapsongs in Deutschland
- Liste der Rapalben, die Platz eins der deutschen Charts erreichten
- Liste der Rapsongs, die Platz eins der deutschen Charts erreichten

- Liste der meistverkauften Jazzalben in Deutschland
- Liste der Hard-Rock- und Metalalben, die Platz eins der deutschen Charts erreichten

USA
- Liste der meistverkauften Musikalben in den Vereinigten Staaten
- Liste der meistverkauften Singles in den USA
- Liste der meistverkauften Singles in den USA (1954)
- Liste der meistverkauften Countrysingles in den USA (1951)
- Liste der meistverkauften Countrysingles in den USA (1955)
- Liste der meistverkauften Countrysingles in den USA (1956)
- Liste deutscher Interpreten in den US-Charts

Weitere Länder
- Liste der meistverkauften Musikalben in Japan
- Liste der meistverkauften durch die IFPI zertifizierten Musikalben in Österreich
- Liste der Rapalben, die Platz eins der österreichischen Charts erreichten
- Liste der Rapsongs, die Platz eins der österreichischen Charts erreichten
- Liste der Hard-Rock- und Metalalben, die Platz eins der österreichischen Charts erreichten
- Liste der Rapalben, die Platz eins der Schweizer Charts erreichten
- Liste der Rapsongs, die Platz eins der Schweizer Charts erreichten
- Liste der Hard-Rock- und Metalalben, die Platz eins der Schweizer Charts erreichten
- Liste der meistverkauften Musikalben in Südkorea

### Weiteres
- Liste der meistgestreamten Künstler auf Spotify
- Liste der meistgestreamten Lieder auf Spotify

Siehe auch: Nummer-eins-Hits in Argentinien,  Australien, Belgien, Brasilien, Bulgarien, Dänemark, Deutschland, Finnland, Frankreich, Griechenland, Indien, Irland, Italien, Japan, Kanada, Kolumbien, Kroatien, Malaysia, Mexiko, Neuseeland, den Niederlanden, Norwegen, Österreich, Polen, Portugal, Rumänien, Schweden, der Schweiz, Singapur, Slowakei, Spanien, Südafrika, Südkorea, Tschechien, Ungarn, den Vereinigten Staaten und im Vereinigten Königreich.

## Filme
Allgemein
- Liste der erfolgreichsten Filme
- Liste der erfolgreichsten Filme nach Einspielergebnis
- Liste der erfolgreichsten Filme nach Zuschauerzahlen
- Die Top 250 Filme auf IMDb
- Time-Auswahl der besten 100 Filme von 1923 bis 2005
- 1001 Movies You Must See Before You Die
- Oscar/Alle Filme
- BBC Culture’s 100 Greatest Films of the 21st Century
- American Film Institute
- Liste der im National Film Registry verzeichneten Filme
- Filmliste des Vatikans
- Filmkanon

Regional
- Liste bedeutender deutscher Filme
- Prix du Syndicat Français de la Critique/Bester französischer Film
- Liste der erfolgreichsten portugiesischen Filme
- Liste der meistgesehenen Filme in Portugal 2004
- Liste der 100 besten Filme in der Geschichte des ukrainischen Kinos
- Liste erfolgreicher Filme in den Vereinigten Staaten

Weitere
- Liste der erfolgreichsten Agentenfilme
- Liste der erfolgreichsten Filmreihen
- Liste der erfolgreichsten Horrorfilme
- Liste der erfolgreichsten Superheldenfilme
- Liste der erfolgreichsten Videospielverfilmungen
- Liste der erfolgreichsten Wiederveröffentlichungen von Filmen

## Malerei
- Liste der teuersten Gemälde